# Crotalus ravus
La cascabel pigmea mexicana (Crotalus ravus) es una víbora perteneciente a la familia Viperidae. Vive en el centro de México y en los estados de Guerrero y Oaxaca en zonas húmedas, secas y templadas. Come lagartijas, mamíferos pequeños e insectos, pero lo que más le gusta son las ratas de campo. Es una especie endémica de México. 
Se encuentra en la categoría de riesgo como Amenazada (D) por la NOM-059-SEMARNAT-2010. Es una serpiente de complexión robusta y alcanza los 90 cm de longitud, es parecida a la cascabel transvolcánica (Crotalus triseriatus) solo que esta tiene las manchas más grandes y el cuerpo más robusto. Es de temperamento calmado. En la ciudad de México se les puede ver en el parque nacional Ajusco "Dinamos" "bosque de San Bartolo Ameyalco" "Desierto de los Leones" "Bosque de Tlalpan" entre otros.Otro problema muy grande es el tráfico de animales, ya que algunos indígenas locales las capturan para venderlas muertas a los que creen que curan el cáncer y vivas para los que las quieren de mascotas. A esta especie en específico le gusta trepar entre los arbustos, piedras, nopaleras, magueyes entre otros. Los estudios realizados acerca de su biología son escasos, por lo que se sugiere llevar a cabo trabajos que proporcionen información de esta víbora de cascabel (Greene y Campbell, 1992; Uribe-Peña et al., 1999).